# Глиновита пустиња
Глиновите пустиње или такири су мањих размера и најчешће се налазе у оквиру пустиња других типова. Тло оваквих пустиња је равно, испресецано мрежом пукотина и суво. Има их највише у Азији око Касипјског и Аралског језера (Бетпак-Дала, Устјурт), као и на источним ободима аустралијских пустиња и у деловима Калифорније и Колорада у САД.